# Наушки (станція)

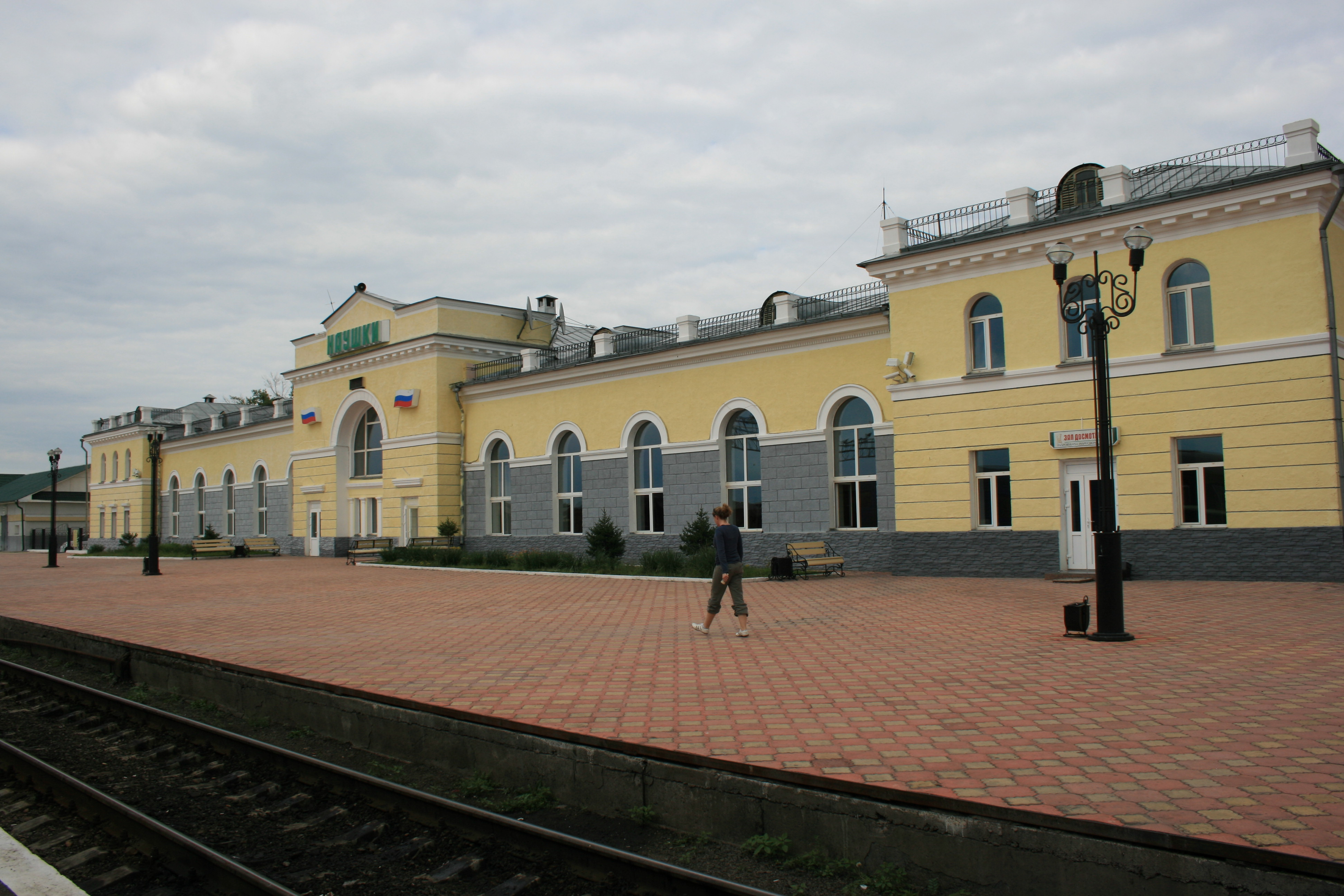
Вокзал

Наушки (рос. Наушки) — станція Улан-Уденського регіону Східносибірської залізниці Росії, розташована на дільниці Заудинський — Улан-Батор Східносибірської залізниці між станціями Харанхой (відстань — 14 км) і Хойт Улан-Баторської залізниці (12 км). Відстань до ст. Заудинський — 247 км, до державного кордону — 6 км.
Розташована в однойменному селищі міського типу.